# Hines (Oregon)
Hines – miasto w Stanach Zjednoczonych, w stanie Oregon, w hrabstwie Harney.